# Чехія на зимових Олімпійських іграх 2010
Чехія на зимових Олімпійських іграх 2010 була представлена 92 спортсменами у 13 видах спорту.

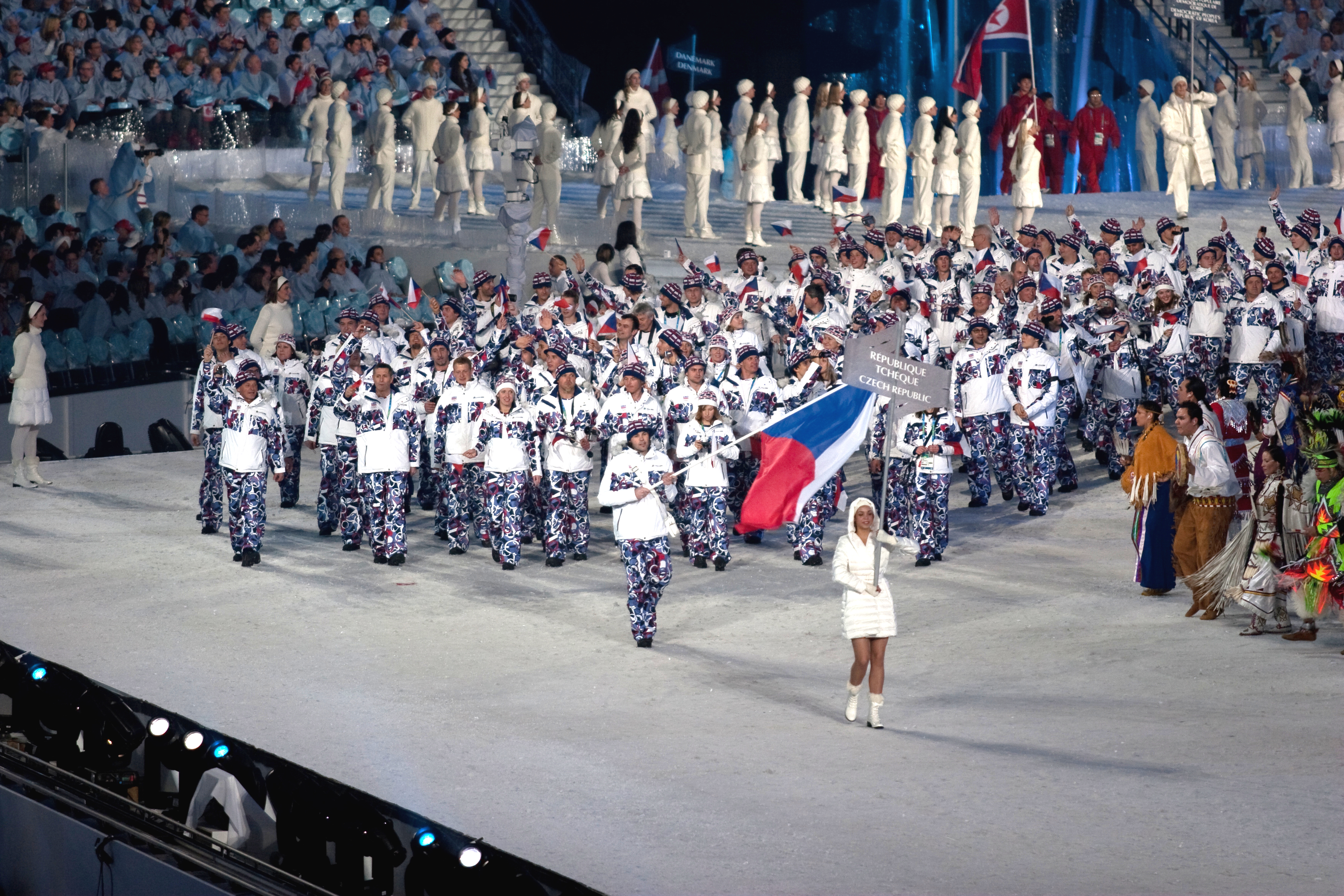
Збірна Чехії під час Параду націй на церемонії відкриття Олімпіади

## Медалісти
Золото
| Золото |                   |                             |
| №      | Спортсмени        | Вид спорту (дисципліна)     |
| 1      | Мартіна Сабликова | Ковзанярський спорт, 3000 м |
| 2      | Мартіна Сабликова | Ковзанярський спорт, 5000 м |

Бронза
| Бронза |                                                    |                                         |
| №      | Спортсмени                                         | Вид спорту (дисципліна)                 |
| 1      | Лукаш Бауер                                        | Лижні перегони, 15 км вільним стилем    |
| 2      | Мартіна Сабликова                                  | Ковзанярський спорт, 1500 м             |
| 3      | Лукаш Бауер, Мартін Якш, Їржі Маґал, Мартін Коукал | Лижні перегони, естафета 4x10 км        |
| 4      | Шарка Загробська                                   | Гірськолижний спорт, спеціальний слалом |